# ارنست فون وایتسکر
ارنست فون وایتسکر (آلمانی: Ernst von Weizsäcker؛ ۲۵ مه ۱۸۸۲ – ۴ اوت ۱۹۵۱) یک سیاست‌مدار و نظامی اهل آلمان نازی بود.